# Petrova Slatina
Petrova Slatina (szerbül: Петрова Слатина) falu Horvátországban, Eszék-Baranya megyében. Közigazgatásilag Sodolovcéhez tartozik.

## Fekvése
Eszéktől légvonalban 15, közúton 17 km-re délre, Diakovártól légvonalban 22, közúton 24 km-re északkeletre, községközpontjától 3 km-re északkeletre, Szlavónia középső részén, a Szlavóniai-síkságon, Sodolovce és Ernestinovo között fekszik.

## Története
A falu 19. század második felében „Lanka” néven keletkezett, amikor a környező földek megművelésére szerb, magyar és német családokat telepítettek ide. 1880-ban 108, 1910-ben 72 lakosa volt. Szerém vármegye Vukovári járásának része volt. Az 1910-es népszámlálás adatai szerint lakosságának 76%-a szerb, 17%-a magyar, 6%-a német anyanyelvű volt. Az első világháború után 1918-ban az új szerb-horvát-szlovén állam, majd később (1929-ben) Jugoszlávia része lett. 1922-ben Dalmácia, a Bánság, Lika, a Kordun és Montenegró területéről főként szerb családokat telepítettek be. A második világháború idején a partizánok a német és magyar lakosságot elűzték. Helyükre a háború után szerbek és horvátok települtek, a település nevét pedig Petrova Slatinára változtatták. 1991-től a független Horvátországhoz tartozik. 1991-ben lakosságának 86%-a szerb, 8%-a horvát nemzetiségű volt. 2011-ben a falunak 209 lakosa volt.

## Lakossága
| Lakosság változása | Lakosság változása | Lakosság változása | Lakosság változása | Lakosság változása | Lakosság változása | Lakosság változása | Lakosság változása | Lakosság változása | Lakosság változása | Lakosság változása | Lakosság változása | Lakosság változása | Lakosság változása | Lakosság változása | Lakosság változása |
| ------------------ | ------------------ | ------------------ | ------------------ | ------------------ | ------------------ | ------------------ | ------------------ | ------------------ | ------------------ | ------------------ | ------------------ | ------------------ | ------------------ | ------------------ | ------------------ |
| 1857               | 1869               | 1880               | 1890               | 1900               | 1910               | 1921               | 1931               | 1948               | 1953               | 1961               | 1971               | 1981               | 1991               | 2001               | 2011               |
| 0                  | 0                  | 108                | 82                 | 59                 | 72                 | 86                 | 231                | 364                | 409                | 430                | 365                | 318                | 319                | 262                | 209                |

(1931-ig Lanka néven településrészként, 1948-tól önálló településként.)

## Gazdaság
A helyi gazdaság alapja a mezőgazdaság és az állattartás.

## Nevezetességei
A Legszentebb Istenanya tiszteletére szentelt kápolnáját a délszláv háborúban lerombolták. Ma egy családi ház földszintjéből átalakított, Szent Vaszilij Osztroszki tiszteletére szentelt pravoszláv imaház áll a településen. 2004-ben új parókiát alapítottak itt.

## Sport
Az NK Lanka Petrova Slatina labdarúgóklubot 1967-ben alapították. A délszláv háború idején működése megszűnt.